# Nudité en public

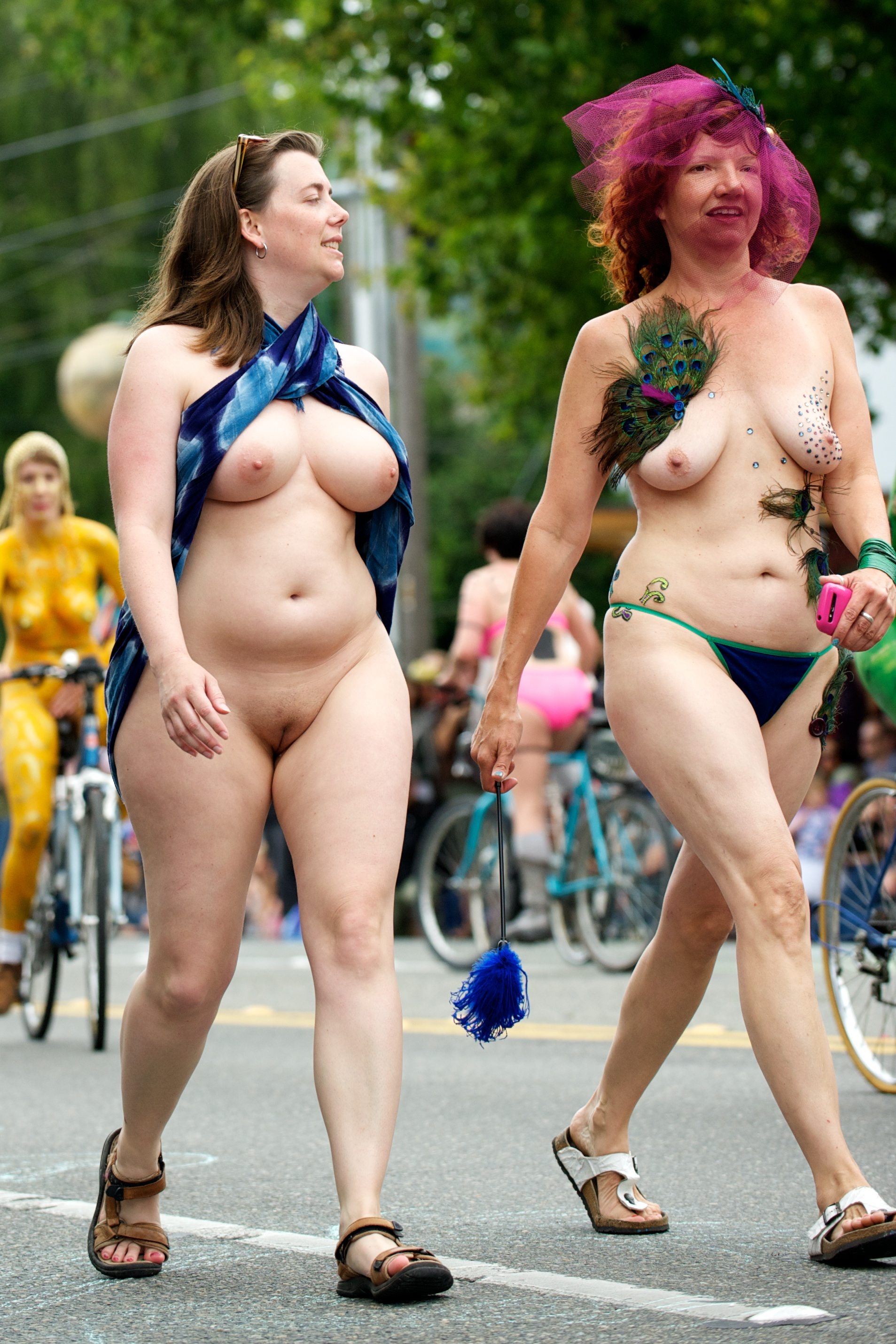
Nudité en public dans le quartier de Fremont (Seattle), lors de la fête du solstice (2012).

La nudité en public consiste à laisser voir certaines parties intimes ou l'intégralité de son corps, en dehors du cadre strictement privé. Elle constitue fréquemment une transgression de normes sociales, voire de lois, mais son acceptation sociale varie selon les époques, les sociétés et les cultures. Historiquement, plusieurs groupes et communautés ont pu recourir à la nudité en public afin de se situer en conformité avec une croyance ou une philosophie, ou bien pour promouvoir diverses causes.

## Cadre légal
De nombreuses sociétés contemporaines intègrent à leur arsenal législatif des éléments permettant de réprimer la nudité en public, en l'assimilant à une volonté délictuelle d'attentat à la pudeur ou d'exhibition sexuelle.

### Droit canadien
En droit canadien, la nudité en public est une infraction punissable par procédure sommaire visée par l'article 174 du Code criminel.

« 174 (1) Est coupable d’une infraction punissable sur déclaration de culpabilité par procédure sommaire quiconque, sans excuse légitime, selon le cas :
a) est nu dans un endroit public;
b) est nu et exposé à la vue du public sur une propriété privée, que la propriété soit la sienne ou non. [...] »

### Droit français
Le code pénal français condamne « l'exhibition sexuelle imposée à la vue d'autrui dans un lieu accessible aux regards du public. »

## Militantisme

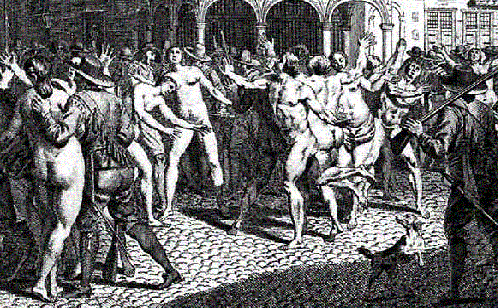
Persécution des Adamites.

Historiquement, plusieurs causes ont été soutenues par la pratique de la nudité en public. Divers groupes ou sectes ont pu recourir à cette méthode, notamment pour souligner leur détachement vis-à-vis de biens matériels terrestres, depuis les Adamites du IIe siècle jusqu’aux Svobodniki ou Fils de la liberté canadiens issus de la communauté des Doukhobors.
Au XXIe siècle, les militants favorables à un naturisme libre emploient parfois cette méthode pour attirer l'attention sur leur cause, comme l'a fait l'Écossais Stephen Gough au début des années 2000, ce qui lui a valu de nombreux procès et séjours en prison. 
De façon plus indirecte, certaines actions militantes recourent à la nudité en public, sans pour autant que ce soit leur cheval de bataille principal. Ainsi, le groupe féministe des Femen recourt depuis le milieu des années 2010 à diverses formes d'exhibition publique du corps féminin afin de mettre en avant certains sujets sociaux. Chaque année, la manifestation internationale cyclo-nudiste vise à mettre en lumière des enjeux environnementaux.